# Philipp Thiele
Philipp Thiele (* 4. April 1990 in Halle (Saale), DDR) ist ein ehemaliger deutscher Bahnradsportler.

## Sportliche Laufbahn
1999 begann Philipp Thiele mit dem Radsport im Verein RSV Osterweddingen. 2005 wechselte er zum RSC Cottbus und war ab 2006 Mitglied des „Track Teams Brandenburg“.
Seit 2006 errang Thiele mehrere Medaillen bei deutschen Junioren- und Jugend-Meisterschaften auf der Bahn und nahm an Junioren-Europa- und -Weltmeisterschaften teil. Seinen bis dahin größten Erfolg hatte er bei den UEC-Bahn-Europameisterschaften der Junioren/U23 2010 in Sankt Petersburg. Dort wurde er zusammen mit Joachim Eilers (Chemnitz) und Tobias Wächter (Schwerin) Europameister im Teamsprint sowie Vize-Europameister in der Einzeldisziplin Sprint.
Beim ersten Lauf des Bahnrad-Weltcups 2012/13 errang Thiele in Cali zwei Goldmedaillen, im Sprint sowie im Teamsprint (mit Eric Engler und Marc Schröder). 2014 beendete er seine Radsport-Laufbahn.

## Erfolge
2008
- Deutscher Junioren-Meister – Teamsprint (mit Erik Balzer und Johann Kassner)

2010
- U23-Europameister – Teamsprint (mit Joachim Eilers und Tobias Wächter)
- U23-Europameisterschaft – Sprint

2012
- Weltcup in Cali – Sprint, Teamsprint (mit Eric Engler und Marc Schröder)

## Teams
- 2011 Track Team Brandenburg
- 2013–2014 Track Team Brandenburg